# Acacius von Caesarea
Acacius von Caesarea († 366/367) war ein spätantiker Bischof von Caesarea. Er trat ab den späten 350er Jahren im östlichen Teil des Römischen Reiches als ein führender Vertreter der Homöer innerhalb des ‚arianischen‘ Streits auf.
Acacius wurde ca. 341 Nachfolger des Eusebius von Caesarea als Bischof und führte später die Homöer innerhalb der ‚origenistischen Mittelgruppe‘ an, der von Origenes geprägten Theologie. Die Homöer (von ὁμοῖος κατὰ τᾶς γραφάς [homoíos katá tás graphás] „ähnlich nach den Schriften“) vertraten im arianischen Streit eine zwischen den „radikalarianischen“ Heterousianern, die die Wesensgleichheit Gottes und Jesu Christi bestritten, und den Homöusianern angesiedelte Position. Auf der Kirchweihsynode zu Antiochia im Jahr 341 vertrat Acacius mit Eusebius von Nikomedia, dem Bischof von Konstantinopel, und Eusebius von Caesarea deren ‚origenistische‘ Positionen und wurde vom Konzil von Serdica im Jahr darauf mit diesen zusammen gebannt.
In der kirchlichen Synode von Seleukia (359) (in Seleukia in Isaurien) wie auch in der Synode von Konstantinopel von Anfang des Jahres 360, die in der wissenschaftlichen Literatur teils als die Synode der Acacianer bezeichnet wird, kann die Stellung von Acacius als sehr einflussreich bezeichnet werden. Auf der Synode von Seleucia 359 versuchte er als Führer einer ganzen Gruppe von Bischöfen (Georg von Alexandria, Eudoxius von Antiochia, Uranius von Tyrus, Leontios von Tripolis u. a.) die „4. Formel von Sirmium“ durchzusetzen, einen Kompromissvorschlag des um die Kircheneinheit bemühten Kaisers Constantius II. Da sie jedoch in der Minderheit waren, mussten sie sich zurückziehen und wurden mit weiteren Führern der Bewegung  von der Restsynode zunächst abgesetzt, wobei sie gegen die dominante Gruppe um Silvanus von Tarsus, Eleusius von Cyzicus und Basilius von Ancyra unterlagen.
Im Anschluss konnten sie jedoch Kaiser Constantius II. sowie eine aus Ariminum eingetroffene Delegation der westlichen Bischöfe, die die Beschlüsse der parallelen westlichen Synode von Rimini mitbrachten, für sich gewinnen. Der Kaiser mischte sich nun ein und befahl eine Einigung auf die von Acacius vertretene Kompromissformel. Um diese offiziell zu verabschieden, wurde 359/360 eine weitere Synode nach Konstantinopel einberufen. Hier wurde die Kompromissformel beschlossen und viele Bischöfe, darunter Aëtios von Antiochia, Basilius von Ancyra, Makedonios von Konstantinopel (siehe Pneumatomachen) und Silvanus von Tarsus, wurden abgesetzt. Pedro Barceló kommentiert: „Eine Minderheit der Bischöfe hatte mit Hilfe des Kaisers die Zügel der Kirchenpolitik ergriffen, ihre Gegner diskreditiert, abgesetzt und besetzte nun ihrerseits die freiwerdenden Bischofsstühle.“
In dieser Zeit war er auch als Hoftheologe von Kaiser Constantius II. tätig und verfasste diverse Schriften. Der Tod des Kaisers im November 361 war ein schwerer Schlag für Acacius, weil damit auch die Kompromissformel von Sirmium nicht mehr die nötige kaiserliche Autorität hinter sich hatte. Constantius’ Nachfolger Julian, der das traditionelle „Heidentum“ wiederbeleben wollte, hatte kein Interesse mehr an dogmatischer Einigkeit. Acacius wurde auf der Synode von Lampsakos im Herbst 364, die die Beschlüsse der Synode von Konstantinopel von 360 für ungültig erklärte, abgesetzt. Er starb etwa 366/367.
Seine Schriften, die sich mit biblischer Exegese, Dogmatik und Polemik befassten, sind größtenteils verloren. Nur einige wenige Fragmente aus seiner Streitschrift gegen Marcellus von Ancyra sind bei Epiphanius von Salamis erhalten. Unter den Schriften war auch eine Biographie des Eusebius von Caesarea.